# 根德道

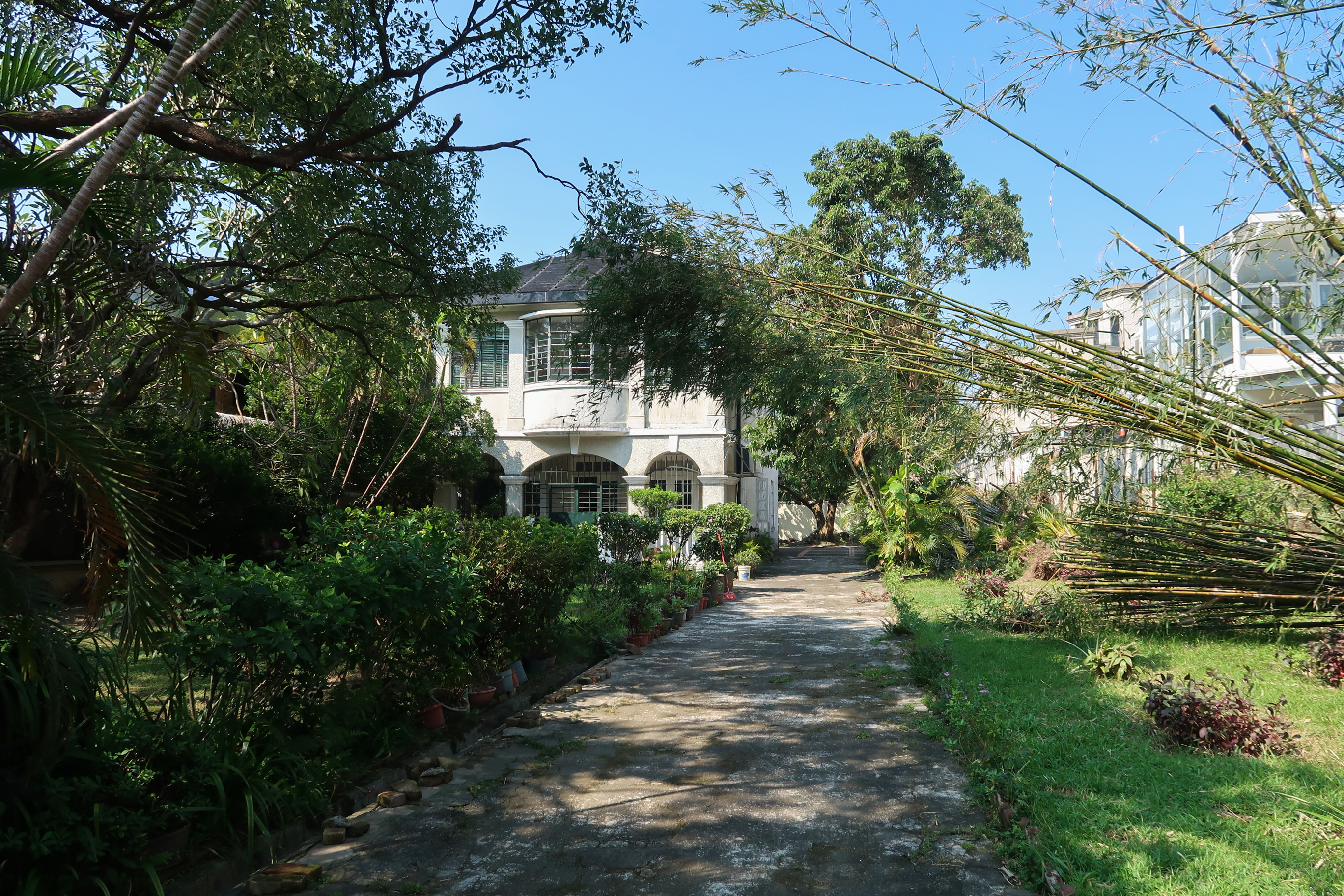
根德道27號

根德道（英語：Kent Road）是香港九龍一條道路，為九龍塘的主要道路，是為單程路，北起歌和老街，南至多福道及沙福道交界。沿路有耀中國際學校及其他豪宅區等。根德道也是很多時鐘酒店及交通的所在地。
在繁忙時間根德道十分擠塞，在近九龍塘站路段因小巴多於此處落客，過馬路前往對面鐵路車站的人龍很多，而且沒有交通燈指導橫過馬路，以致險象環生。根德道與森麻實道的交匯處也是著名的約人地點，因地處交通方便，多架巴士，地鐵及火車可以到達，也有很多內地人在此等候直通車前往內地。
根德道以英國的根德郡（又稱肯特郡）命名。

## 沿路景點
- 根德道花園
- 又一城 - 可沿東鐵綫天橋前往
- 理想酒店
- 九龍塘站
- 九龍塘公共交通交匯處

## 道路支路
由北至南數起。
- 森麻實道 - 往耀中國際學校
- 真光里 - 往九廣鐵路，（今港鐵天橋），又一城，九龍真光中學
- 沙福道 - 往窩打老道
- 多福道 - 往羅福道及律倫街住宅區